# E11 (európai út)
Az E11 egy európai út, amely a franciaországi Vierzon-tól, Béziers-ig tart. Teljes hossza 570 km. Ezen az úton található a világ legmagasabb közúti hídja a Millau-i völgyhíd, hossza 2460 m, magassága 343 m.
Az út a Garabit viadukt  mellett halad el, amit Gustave Eiffel épített az 1880-as években.

## Települései
- Franciaország: Vierzon, Bourges, Saint-Amand-Montrond, Montmarault, Riom, Clermont-Ferrand, Issoire, Saint-Flour, Saint-Chély-d’Apcher, Millau, Pézenas, Béziers

## Képek

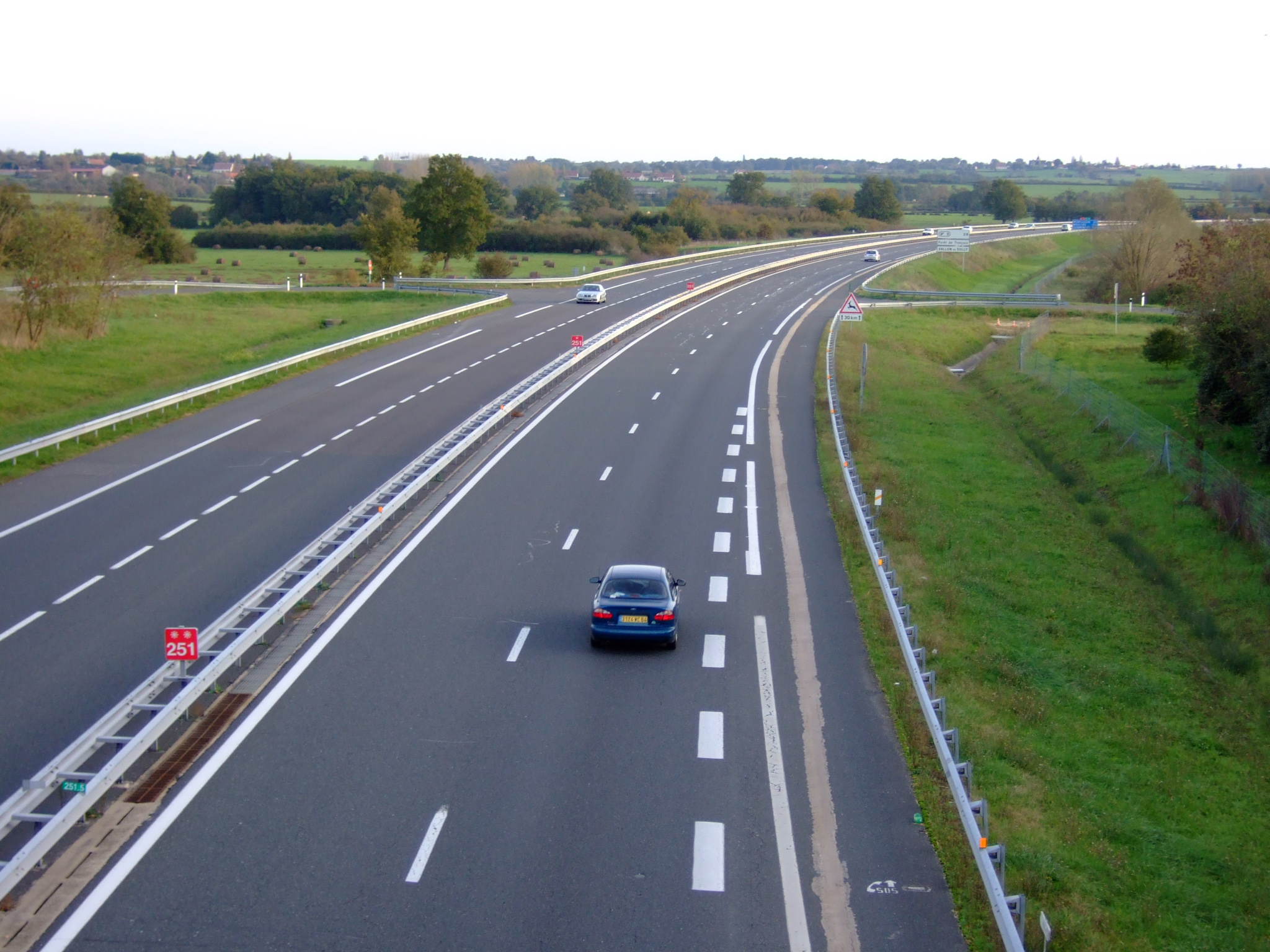

## Franciaország
Jelzés:
- A71: Vierzon - Clermont-Ferrand
- A75: Clermont-Ferrand - Béziers